# Ояла, Юхани
Ю́хани О́яла (фин. Juhani Ojala; 19 июня 1989, Вантаа, Финляндия) — финский футболист, защитник клуба «Хонка» и сборной Финляндии.

## Карьера

### Клубная
Воспитанник ХИКа. Дебютировал в команде 21 сентября 2008 года в матче чемпионата Финляндии против клуба МюПа-47, заменив на последней минуте встречи Паулуса Ройху
. Этот матч остался для Оялы единственным в сезоне.
Большую часть сезона 2009 защитник провёл в фарм-клубе ХИКа — «Клуби-04». За ХИК в 2009 году Ояла сыграл лишь в 4 матчах, в одном из которых (1 июля 2009 года против ВПС) отдал голевую передачу на Шейна Фаулера
.
В чемпионатах Финляндии 2010 и 2011 Юхани Ояла провёл 41 матч за ХИК. 4 июля 2011 года защитник забил первый гол в своей профессиональной карьере (в ворота КуПСа)
. Ояла в составе ХИКа неоднократно становился чемпионом Финляндии, а 14 июля 2010 года в матче второго отборочного раунда против «Экранаса» дебютировал в Лиге чемпионов.
В августе 2011 года Ояла перешёл в швейцарский «Янг Бойз». Первый матч за новую команду защитник провёл 17 сентября 2011 года в рамках кубка Швейцарии и отметился забитым голом. Юхани Ояла дебютировал в Суперлиге 27 октября 2011 года в матче с «Ксамаксом». Защитник вышел на замену вместо Морено Констанцо на 89-й минуте встречи.
В сезоне 2012/13 Ояла в составе «Янг Бойз» принимал участие в Лиге Европы. В матче с «Ливерпулем» 20 сентября 2012 года финский защитник забил гол вначале в свои ворота, а затем и в ворота соперника.

### В сборной
Юхани Ояла выступал за молодёжную сборную Финляндии. За первую сборную защитник дебютировал 15 ноября 2011 года в товарищеском матче со сборной Дании. Защитник вышел на замену во втором тайме вместо Петри Пасанена.

## Статистика
| Матчи Оялы за сборную Финляндии | Матчи Оялы за сборную Финляндии | Матчи Оялы за сборную Финляндии | Матчи Оялы за сборную Финляндии | Матчи Оялы за сборную Финляндии | Матчи Оялы за сборную Финляндии | Матчи Оялы за сборную Финляндии |
| ------------------------------- | ------------------------------- | ------------------------------- | ------------------------------- | ------------------------------- | ------------------------------- | ------------------------------- |
| №                               | Дата                            | Оппонент                        | Счёт                            | Голы Оялы                       | Соревнование                    |                                 |
| 1                               | 15 ноября 2011                  | Дания                           | 1-2                             | -                               | Товарищеский матч               |                                 |
| 2                               | 26 мая 2012                     | Турция                          | 2-3                             | -                               | Товарищеский матч               |                                 |
| 3                               | 1 июня 2012                     | Эстония                         | 2-1                             | -                               | Балтийский кубок 2012           |                                 |
| 4                               | 11 сентября 2012                | Чехия                           | 1-0                             | -                               | Товарищеский матч               |                                 |
| 5                               | 12 октября 2012                 | Грузия                          | 1-1                             | -                               | Отборочный матч ЧМ 2014         |                                 |
| 6                               | 14 ноября 2012                  | Кипр                            | 3-0                             | -                               | Товарищеский матч               |                                 |
| 7                               | 6 февраля 2013                  | Израиль                         | 1-2                             | -                               | Товарищеский матч               |                                 |

## Достижения
- Чемпион Финляндии (3): 2009, 2010, 2011
- Обладатель Кубка Финляндии: 2011
- Обладатель Кубка Швеции: 2018/19
- Финалист Кубка Финляндии: 2010